# Ianius mosca
Ianius mosca är en fjärilsart som beskrevs av Dyar 1910. Ianius mosca ingår i släktet Ianius och familjen nattflyn. Inga underarter finns listade i Catalogue of Life.